# Caridina malayensis
Caridina malayensis е вид десетоного от семейство Atyidae. Видът не е застрашен от изчезване.

## Разпространение и местообитание
Разпространен е в Индонезия, Малайзия (Западна Малайзия) и Сингапур.
Обитава сладководни басейни, реки и потоци.